# 國道18號 (日本)
國道18號（日语：／ Kokudō jūhachi-gō）是日本群馬縣高崎市至新潟縣上越市的一般國道。

## 概要
- 起點：群馬縣高崎市（君之代橋東交岔點 = 國道17號交岔點、國道354號起點）
- 終點：新潟縣上越市（下源入交岔點 = 國道8號交岔點、國道350號終點）
- 重要經過地：安中市、長野縣北佐久郡輕井澤町、小諸市、上田市、千曲市、長野市、妙高市
- 指定區間 : 高崎市並榎町457番之1 - 上越市大字下源入字橋向212番1（安中市松井田町橫川字柵之內529番甲之1之乙（橫川IC）-長野縣北佐久郡輕井澤町輕井澤東8番3-長野縣北佐久郡輕井澤町長倉＜碓冰繞道並行區間＞除外）

國道18號為關東地方、長野縣北部、新潟縣上越地方相互間連結的重要幹線道路。自安中市起至長野市、上水內郡信濃町至上越市大概與上信越自動車道並行。上信越自動車道開通後，仍然是重要的主要幹線道路。
在群馬縣內沿碓冰川行，越過碓冰嶺至長野縣。長野縣內沿千曲川向輕井澤和上田、長野，經過黑姬高原等高原與盆地，經妙高高原進入新潟縣。新潟縣內沿關川緩緩向下行，通過妙高市至日本海方向直到上越市直江津。

### 通過市町村
- 群馬縣
  - 高崎市 - 安中市
- 長野縣
  - 北佐久郡輕井澤町 - 北佐久郡御代田町 - 小諸市 - 東御市 - 上田市 - 埴科郡坂城町 - 千曲市 - 長野市 - 上高井郡小布施町 - 長野市 - 上水內郡飯綱町 - 上水內郡信濃町
- 新潟縣
  - 妙高市 - 上越市 - 妙高市 - 上越市

## 歷史
國道18號自高崎市至北佐久郡御代田町為中山道，自北佐久郡御代田町至上越市為北國街道的繼承路線。
1885年（明治18年）內務省告示第6號國道表，國道5號「東京至新潟港到達路線」（經現17號、18號、8號）指定。1920年（大正9年）施行的舊道路法路線認定，高崎-長野間為國道10號「東京市至秋田縣廳所在地到達路線」（經目前的17號、18號、117號、8號），長野以北為國道11號「東京市至石川縣廳所在地到達路線（甲）」（經目前的17號、18號、8號）。
1932年（昭和7年）10月起作全面的改良，工程費用為37萬8千日圓。1952年（昭和27年）12月4日基於新道路法路線指定為一級國道18號（群馬縣高崎市-新潟縣中頸城郡直江津町（現上越市））。1965年（昭和40年）4月1日，道路法改正為一級、二級別的一般國道18號。

## 重複國道
- 國道406號：群馬縣高崎市並榎町（君之代橋東交岔點） - 群馬縣高崎市下豐岡町（君之代橋西交岔點）、長野縣長野市東和田（東和田交岔點） - 長野縣長野市柳原（柳原北交岔點）
- 國道142號：長野縣北佐久郡輕井澤町（中輕井澤交岔點） - 長野縣小諸市（平原交岔點）
- 國道141號：長野縣小諸市平原（平原交岔點）-長野縣小諸市柏木（四谷東交岔點）、長野縣小諸市西原（西原交岔點） - 長野縣上田市國分（國分1丁目交岔點）
- 國道403號：長野縣千曲市杭瀨下（杭瀨下交岔點） - 長野縣千曲市粟佐（粟佐交岔點）
- 國道117號：長野縣長野市西尾張部（西尾張部交岔點） - 長野縣長野市豐野町蟹澤（淺野交岔點）

## 接續路線

### 一般國道、高速道路
關東地方整備局管理區內
- 群馬縣
  - 國道17號、國道354號（高崎市，君之代橋東交岔點）
  - 國道406號（高崎市，君之代橋西交岔點）
- 長野縣
  - 國道146號（北佐久郡輕井澤町，中輕井澤交岔點）
  - 國道141號（小諸市，平原交岔點 -（重複）- 四谷東交岔點）
  - 國道141號（小諸市，西原交岔點 -（重複）- 上田市，國分1丁目交岔點）
  - 國道152號（上田市，大屋交岔點）
  - 國道144號（上田市，中央東交岔點、住吉交岔點＜上田繞道＞）
  - 國道141號（上田市，中央北交岔點）
  - 國道143號（上田市，下之條北交岔點＜上田坂城繞道＞）
  - 國道403號（千曲市，杭瀨下交岔點 -（重複）- 粟佐交岔點）
  - 長野自動車道更埴IC（千曲市）
  - 國道19號長野南繞道（長野市，大塚南交岔點）
  - 國道117號（長野市，大塚交岔點）
  - 國道19號（長野市，西尾張部交岔點）
  - 國道117號（※長野縣廳方向與國道19號重複）（長野市，西尾張部交岔點 -（重複）- 淺野交岔點）
  - 國道406號（長野市，東和田交岔點 -（重複）- 柳原北交岔點）
  - 上信越自動車道信濃町IC（上水內郡信濃町）

北陸地方整備局管理區內
- 新潟縣
  - 上信越自動車道妙高高原IC（妙高市）
  - 上信越自動車道中鄉IC（上越市）
  - 國道292號（上越市，寺町交岔點）
  - 國道405號（上越市，鴨島交岔點）
  - 北陸自動車道上越IC（上越市）
  - 國道8號、國道350號（上越市，下源入交岔點，終點）

### 縣道
- 群馬縣

- 長野縣
  - 長野縣道481號山町輕井澤線（北佐久郡輕井澤町輕井澤）
  - 長野縣道133號舊輕井澤輕井澤停車場線（北佐久郡輕井澤町輕井澤站入口交岔點）
  - 長野縣道43號下仁田輕井澤線（北佐久郡輕井澤町，現道路為新輕井澤交岔點，繞道為南輕井澤交岔點）
  - 長野縣道157號豐昇茂澤中輕井澤停車場線（北佐久郡輕井澤町，中輕井澤交差點-中部小學校入口交岔點）
  - 長野縣道137號借宿小諸線（北佐久郡輕井澤町追分交岔點）
  - 長野縣道80號小諸輕井澤線（北佐久郡輕井澤町淺間SUNLINE入口交岔點，小諸市小諸警察署前交岔點）
  - 長野縣道135號御代田停車場線（北佐久郡御代田町御代田町御代田站入口交岔點）
  - 長野縣道9號佐久輕井澤線（北佐久郡御代田町馬瀨口交岔點）
  - 長野縣道79號小諸上田線（小諸市諸交岔點、上田市常田三丁目交岔點）
  - 長野縣道94號東御嬬戀線（東御市牧家交岔點）
  - 長野縣道4號真田東部線（東御市菅平入口交岔點）
  - 長野縣道81號丸子東部INTER線（東御市常田交岔點）
  - 長野縣道79號小諸上田線（上田市常田三丁目交岔點）
  - 長野縣道180號上田住吉線（上田市中央五丁目交岔點）
  - 長野縣道65號上田丸子線（上田市常磐城四丁目交岔點）
  - 長野縣道91號坂城INTER線（埴科郡坂城町坂城INTER入口交岔點）
  - 長野縣道55號大町麻績INTER千曲線（千曲市戶倉交岔點）
  - 長野縣道86號戶隱篠井線（長野市南長野運動公園交岔點）
  - 長野縣道35號長野真田線（長野市古戰場入口交岔點）
  - 長野縣道34號長野菅平線（長野市南俁交岔點）
  - 長野縣道58號長野須坂INTER線（長野市上高田北交岔點）
  - 長野縣道66號豐野南志賀公園線（長野市豐野交岔點）
  - 長野縣道60號長野荒瀨原線（上水內郡飯綱町牟礼站入口交岔點）
  - 長野縣道36號信濃信州新線（上水內郡信濃町柏原小學校入口交岔點）

- 新潟縣

## 繞道道路
群馬縣
- 豐岡繞道（高崎市下豐岡町 - 高崎市上豐岡町）
- 高崎安中繞道（高崎市上豐岡町 - 安中市安中四丁目）
- 安中繞道（安中市中宿 - 安中市安中）
- 松井田繞道（安中市松井田町松井田 - 安中市松井田町新堀）

群馬縣 - 長野縣
- 碓冰繞道（安中市松井田町橫川 - 北佐久郡輕井澤町長倉字大小丸）

長野縣
- 輕井澤繞道（北佐久郡輕井澤町長倉字大小丸 - 北佐久郡輕井澤町長倉字屋敷裏）
- 小諸繞道（小諸市四谷 - 小諸市西原）
- 上田繞道（一部開通）（東御市本海野 - 上田市上塩尻）
- 上田篠井繞道
  - 上田坂城繞道（一部開通）（上田市上塩尻 - 埴科郡坂城町小網）
  - 坂城更埴繞道（一部開通）（埴科郡坂城町小網 - 千曲市）
- 篠井繞道（長野市篠井塩崎 - 長野市青木島町大塚）
- 長野繞道（長野市若里 - 上水內郡飯綱町牟礼）
- 長野東繞道（事業中）（長野市北長池 - 長野市柳原）
- 野尻繞道（一部開通）（上水內郡信濃町古間 - 上水內郡信濃町野尻）

長野縣 - 新潟縣
- 妙高野尻繞道（上水內郡信濃町野尻 - 妙高市大字毛祝坂）

新潟縣
- （妙高市大字毛祝坂 - 妙高市大字二俁）
- 妙高大橋（妙高市大字二俁 - 妙高市大字坂口新田）
- （妙高市大字關山 - 上越市大字石澤）（一部區間為舊道路降格）
- 上新繞道（上越市中鄉區市屋字窪畑 - 上越市大字下源入字橋向）

## 主要山口
- 碓冰峠（標高958m）：群馬縣安中市松井田町 - 長野縣北佐久郡輕井澤町
- 入山峠（標高1,030m）：群馬縣安中市松井田町 - 長野縣北佐久郡輕井澤町＜碓冰繞道＞
- 野尻坂峠（標高666m）：長野縣上水內郡信濃町 - 新潟縣妙高市

## 最高地點
- 標高1,003m（長野縣北佐久郡輕井澤町大字追分，有標識）

## 別名
- 中山道
- 北國街道
- 善光寺街道
- サルビヤ通り
- AppleLine（長野市）

## 關連項目
- 關東地方道路一覽
- 中部地方道路一覽
- 上信越
- 頭文字D

## 外部連結
- 國土交通省關東地方整備局（页面存档备份，存于）
  - 高崎河川國道事務所（页面存档备份，存于）
  - 長野國道事務所 （页面存档备份，存于）
- 群馬縣廳網站（页面存档备份，存于）
- 長野縣佐久建設事務所 （页面存档备份，存于）
- 國土交通省北陸地方整備局 （页面存档备份，存于）
  - 高田河川國道事務所 （页面存档备份，存于）